# Maruda (demon)
Maruda (człowiek nudny, gderający, ślamazarny, opieszały, uciążliwy, żmudny, guzdrała) – demoniczna postać kobieca dręcząca dzieci w kołyskach, niepozwalająca im zasnąć, doprowadzająca do płaczu.
W XIX wieku, aby chronić dzieci przed marudą, stosowano specjalne zabiegi magiczne, m.in.:
- kładziono w pokoju, gdzie spało niemowlę, miskę z wodą, a w niej kłębek nici, łyżkę i wrzeciono; zajęty tymi akcesoriami demon zostawiał dziecko w spokoju[2][1]
- robiono z gałganków dziewięć lalek i obsadzano nimi kolebkę dziecka, zaczynając od główek. Następnie podkładano dziecku pod główkę kłębek nici, igiełkę, trochę maku i kawałek bułki, po czym wymawiano zaklęcie[1]
- w niektórych okolicach w Lubelskiem zabraniano dziewczynkom bawić się lalkami, sądząc, że w nich siedzi maruda, która dusi dzieci[1].